# Liste der Monuments historiques in Saint-Maur-des-Fossés
Die Liste der Monuments historiques in Saint-Maur-des-Fossés führt die Monuments historiques in der französischen Gemeinde Saint-Maur-des-Fossés auf.

## Liste der Bauwerke
| Bezeichnung          | Beschreibung | Standort                                                  | Kennzeichnung | Schutzstatus | Datum | Bild           |
| -------------------- | ------------ | --------------------------------------------------------- | ------------- | ------------ | ----- | -------------- |
| Abtei Saint-Maur     |              | Avenue de Condé Rue de l’Abbaye Square de l’Abbaye (Lage) | PA00079900    | Classé       | 1988  | weitere Bilder |
| Kirche St-Nicolas    |              | Place d’Armes (Lage)                                      | PA00079901    | Classé       | 1947  | weitere Bilder |
| Hôtel de Largentière |              | 5, rue de Paris (Lage)                                    | PA00079902    | Inscrit      | 1971  | weitere Bilder |
| Villa Médicis        |              | 92, avenue du Bac 5, rue Saint-Hilaire (Lage)             | PA00079903    | Inscrit      | 1976  | weitere Bilder |

## Liste der Objekte
- Monuments historiques (Objekte) in Saint-Maur-des-Fossés in der Base Palissy des französischen Kultusministeriums